# Smoródino
Smoródino (en rus: Смородино) és un poble de l'óblast de Tula, a Rússia, segons el cens del 2010 tenia 884 habitants.